# Epsilon no Fune
Epsilon no fune (Japonés:"イプシロンの方舟") es el quinto disco de la cantante japonesa, KOTOKO y es el cuarto producido por Geneon y por I've Sound. Este disco fue publicado tres años después de la publicación de su disco anterior.
Es un álbum caracterizado por un nuevo cambio de rumbo en el sonido de la cantante, que va volviéndose cada vez más electrónico, con unos arreglos mucho más vanguardistas en comparación con sus discos anteriores. Este disco cubre los sencillos: Hayate no Gotoku!, Shichiten hakki shijou shugi, Riaru Onigokko y Blaze. Todos aquellos singles fueron incluidos como canciones de apertura de series de anime como Hayate no Gotoku! y Shakugan no Shana, excepto Riaru Onigokko, que fue la canción de apertura de la película de terror del mismo nombre.
El resto de las canciones del disco son inéditas, entre las cuales cabe destacar una versión de Little baby nothing de Manic Street Preachers
La publiciación de este álbum tuvo lugar el día 14 de octubre de 2009 y como de costumbre, se hizo en una edición limitada de CD y DVD, y después en una edición regular solamente de CD. El DVD de la edición limitada contiene el videoclip de "Epsilon", que fue usado como  tema promocional del disco, así como el making de dicho video. El CD de la edición limitada contiene a su vez, un remix de "Hitorigoto", una de sus primeras canciones con I've Sound, originalmente grabada en el año 2001, y que se formaba parte del tracklist de Hane, su primer disco, grabado cinco años antes.
Respecto a las ventas, este disco entró en el puesto duodécimo del Oricon, vendiendo una cantidad de 15.000 copias.

## Canciones
1. ε~Epsilon~
Letra: KOTOKO
Composición y arreglos: Kazuya Takase
2. Riaru Onigokko
Letra: KOTOKO
Composición y arreglos: Kazuya Takase
3. -∞-DRIVE
Letra: KOTOKO
Composición y arreglos: Maiko Iuchi
4. Scene
Letra: KOTOKO
Composición y arreglos: Kazuya Takase
5. Ame to gitaa (雨とギター)
Letra: KOTOKO
Composición: Tomoyuki Nakazawa
Arreglos: Tomoyuki Nakazawa y Takeshi Ozaki
6. Genkai daha (限界打破)
Letra: KOTOKO
Composición y arreglos: Kazuya Takase
7. Monera no kizuna (モネラの絆)
Letra: KOTOKO
Composición y arreglos: CG Mix
8. Hayate no Gotoku! (ハヤテのごとく!)
Letra: KOTOKO
Composición y arreglos: Kazuya Takase
9. RI←SU→KU
Letra: KOTOKO
Composición: Tomoyuki Nakazawa
Arreglos: Charlie Tanaka
10. Hellion
Letra: KOTOKO
Composición y arreglos: Maiko Iuchi
11. GEOGLYPHS
Letra: KOTOKO
Composición: CG Mix
Arreglos: Takeshi Hoshino
12. Blaze
Letra: KOTOKO
Composición y arreglos: Kazuya Takase
13. Little baby nothing
Letra: Richard Edwards y Nicholas Allen Jones
Composición: James Dean Bradfield
Arreglos: Kazuya Takase

- Datos: Q863315